# Jean Majérus
|  | Aquest article tracta sobre el ciclista de principis de segle XX. Si cerqueu el ciclista de mitjans de segle XX, vegeu «Jean Majerus». |

Jean Majérus (Berlé, 19 de febrer de 1891 – Brussel·les, 24 de novembre de 1961) fou un ciclista luxemburguès, que va competir en dues proves dels Jocs Olímpics d'Estiu de 1920 disputats a la ciutat d'Anvers.